# So (kana)
そ în hiragana sau ソ în katakana, (romanizat ca so) este un kana în limba japoneză care reprezintă o moră. Caracterul hiragana este scris cu o singură linie, iar caracterul katakana cu două linii. Kana そ și ソ reprezintă sunetul pronunție în japoneză [so].
Originea caracterelor そ și ソ este caracterul kanji 曽.

## Variante
Kana そ și ソ se pot folosi cu semnul diacritic dakuten ca să reprezintă un alt sunet:
- ぞ sau ゾ reprezintă sunetul pronunție în japoneză [zo] (romanizate ca zo)[2]

## Folosire în limba ainu
În limba ainu, katakana ソ reprezintă sunetul [so] ~ [ʃo](1). Pentru acest sunete se folosește de asemenea katakana pentru shi (シ) în combinație cu katakana minuscul pentru yo (ョ) (scris ca ショ). Folosirea de variantele ソ și ショ este după preferință.
(1)Sunetele [s] și [ʃ] sunt alofone în limba ainu

## Forme
| Formă                                   | Rōmaji          | Hiragana                   | Katakana                   |
| --------------------------------------- | --------------- | -------------------------- | -------------------------- |
| Fără semne diacritice: s- (さ行 sa-gyō) | so              | そ                         | ソ                         |
| Fără semne diacritice: s- (さ行 sa-gyō) | sou soo sō, soh | そう, そぅ そお, そぉ そー | ソウ, ソゥ ソオ, ソォ ソー |
| Cu semnul dakuten: z- (ざ行 za-gyō)     | zo              | ぞ                         | ゾ                         |
| Cu semnul dakuten: z- (ざ行 za-gyō)     | zou zoo zō, zoh | ぞう, ぞぅ ぞお, ぞぉ ぞー | ゾウ, ゾゥ ゾオ, ゾォ ゾー |

## Ordinea corectă de scriere
|                                      |
| Ordinea corectă de scriere pentru そ |

|                                      |
| Ordinea corectă de scriere pentru ソ |

## Alte metode de scriere
- Braille:

| －・ ・・ －・ |

- Codul Morse: －－－・